# كاثرين كين
الليدي كاثرين صوفيا كين (الاسم الأصلي «بيلي»، 11 آذار\مارس 1811 - 25 شباط\فبراير 1886)، عالمة نبات أيرلندية، اشتهرت بكتاب وضعته عن النباتات المزهرة الأيرلندية عنوانه «النباتات الأيرلندية» عام 1833.

## حياتها
ولدت كاثرين صوفيا بيلي في 11 آذار (مارس) 1811، وهي الابنة الوحيدة لهنري وبردجيت بيلي. كان والدها من باركشير في إنجلترا، انتقل إلى ليمريك لعمله في التقطير. كان عمها فرانسيس بيلي فلكياً ونائب رئيس الجمعية الملكية. بعد موت والديها وكانت صغيرة السن، تولّى عمها ماتياس أوكلي تربيتها وذلك في كيلليني في مقاطعة دبلن. كان العم ماتياس مهتماً بالتاريخ الطبيعي، إذا كان أحد أبنائه وهو جوزيف أوكلي جيولوجياً.
تزوجت كاثرين من روبرت كين عام 1838. يعتقد بأنها قابلت روبرت كين بعد برهنة أن «النباتات الأيرلندية» أرسل إليها عن طريق الخطأ. عندما انتُخب زوجها رئيساً لكلية كورك الجامعية حديثة الإنشاء، رفضت الليدي كين الانتقال إلى هناك وفضّلت البقاء في دبلن، قريبةً من مجموعتها من النباتات الغريبة.
أنجبت كين سبعة أبناء، وتوفيت في 25 شباط (فبراير) 1886 في دبلن.

## العمل النباتي
نُسب كتاب لينين عن النباتات الصادر عام 1833 بعنوان «النباتات الأيرلندية» لها، وناشره مجهول. كان عمر كاثرين 22 عاماً عندما نُشر الكتاب للمرة الأولى، وعلى الرغم من أنه لم يكن عملاً كبيراً، إلا أنه كان فريداً من نوعه، وأشيد بدقّته. أصبح الكتاب المنهج الموصى بتدريسه في مادة علم النبات في كلية الثالوث في دبلن حيث أنه اشتمل على سجل للعديد من النباتات. يعتقد بأن جون وايت من الحدائق النباتية الوطنية ساعد في تجميع الكتاب، كما يعتقد بأن الدكتور والتر ويد كان من شجعها على إنجاز هذا العمل. عام 1835، أصبحت كاثرين وعمرها 25 عاماً أول امرأة تُنتَخب عضواً في الجمعية النباتية الاسكتلندية وأنشأت معشبة خاصة بها في كلية كورك الجامعية. أبدت كاثرين اهتماماً بتقليم الأشجار، وكتبت عن الموضوع في «مجلة المزارعين والبستانيين الأيرلنديين».